# العلاقات السودانية العراقية
العلاقات السودانية العراقية هي العلاقات الثنائية التي تجمع بين السودان والعراق.

## مقارنة بين البلدين
هذه مقارنة عامة ومرجعية للدولتين:
| وجه المقارنة                                              | السودان                     | العراق                       |
| --------------------------------------------------------- | --------------------------- | ---------------------------- |
| المساحة (كم2)                                             | 1.89 مليون                  | 437.07 ألف                   |
| عدد السكان (نسمة)                                         | 40.53 مليون                 | 38.27 مليون                  |
| الكثافة السكانية (ن./كم²)                                 | 21.44                       | 87.56                        |
| العاصمة                                                   | الخرطوم                     | بغداد                        |
| اللغة الرسمية                                             | اللغة العربية، لغة إنجليزية | اللغة العربية، اللغة الكردية |
| العملة                                                    | جنيه سوداني                 | دينار عراقي                  |
| الناتج المحلي الإجمالي (بليون دولار)                      | 117.49 مليار                | 197.72 مليار                 |
| الناتج المحلي الإجمالي (تعادل القوة الشرائية) بليون دولار | 176.55 مليار                | 560.73 مليار                 |
| الناتج المحلي الإجمالي الاسمي للفرد دولار أمريكي          | 2.41 ألف                    | 4.94 ألف                     |
| الناتج المحلي الإجمالي للفرد دولار أمريكي                 | 4.07 ألف                    | 15.06 ألف                    |
| مؤشر التنمية البشرية                                      | 0.479                       | 0.654                        |
| رمز المكالمات الدولي                                      | +249                        | +964                         |
| رمز الإنترنت                                              | سودان                       | .iq                          |
| المنطقة الزمنية                                           | ت ع م+03:00، ت ع م+02:00    | ت ع م+03:00، ت ع م+04:00     |

## منظمات دولية مشتركة
يشترك البلدان في عضوية مجموعة من المنظمات الدولية، منها:
| علم المنظمة | اسم المنظمة                                 | تاريخ انضمام السودان | تاريخ انضمام العراق |
| ----------- | ------------------------------------------- | -------------------- | ------------------- |
|             | الصندوق العربي للإنماء الاقتصادي والاجتماعي | ?                    | ?                   |
|             | منظمة التعاون الإسلامي                      | ?                    | ?                   |
|             | المصرف العربي للتنمية الاقتصادية في أفريقيا | ?                    | ?                   |
|             | يونسكو                                      | 26 نوفمبر 1956       | 21 أكتوبر 1948      |
|             | البنك الدولي للإنشاء والتعمير               | 5 سبتمبر 1957        | 27 ديسمبر 1945      |
|             | وكالة ضمان الاستثمار متعدد الأطراف          | 7 نوفمبر 1991        | 6 أكتوبر 2008       |
|             | جامعة الدول العربية                         | 19 يناير 1956        | 22 مارس 1945        |
|             | الاتحاد البريدي العالمي                     | ?                    | ?                   |
|             | الاتحاد الدولي للاتصالات                    | 23 أكتوبر 1957       | 12 نوفمبر 1928      |
|             | مؤسسة التمويل الدولية                       | 21 أكتوبر 1960       | 27 ديسمبر 1956      |
|             | صندوق النقد العربي                          | ?                    | ?                   |
|             | منظمة الشرطة الجنائية الدولية               | ?                    | ?                   |
|             | الأمم المتحدة                               | 12 نوفمبر 1956       | 21 ديسمبر 1945      |
|             | مؤسسة التنمية الدولية                       | 24 سبتمبر 1960       | 29 ديسمبر 1960      |
|             | منظمة حظر الأسلحة الكيميائية                | ?                    | ?                   |

## وصلات خارجية
- موقع وزارة الخارجية السودانية
- موقع وزارة الخارجية العراقية